# Scrapter glarea
Scrapter glarea är en biart som beskrevs av Davies 2005. Scrapter glarea ingår i släktet Scrapter och familjen korttungebin. Inga underarter finns listade i Catalogue of Life.